# Zylobara
Zylobara là một chi bướm đêm thuộc họ Geometridae.